# Eastington (Stroud)
Eastington é uma paróquia e aldeia de Stroud, no condado de Gloucestershire, na Inglaterra. De acordo com o Censo de 2011, tinha 1567 habitantes. Tem uma área de 8,17 km².